# Afroamerická angličtina
African American Vernacular English (AAVE) je variantou americké angličtiny, používanou zejména černošskou populací žijící na území USA a Kanady. Tento dialekt je též znám pod názvy black English či Ebonics. Evropské bělošské populaci je znám hlavně díky jeho rozšíření v hudebních žánrech jako je např. hip hop nebo jeho popularizovaných variantách, mezi něž patří ghetto talk či gangsta slang.

## Výslovnost
Afroamerická výslovnost se odlišuje od spisovné americké angličtiny v následujících bodech:
- Skupina /aɪ/ se vyslovuje jako /aː/. Toto však funguje pouze tehdy, když je skupina vyslovena dlouze, výslovnost proto vypadá následovně: high /haː/, fly /flaː/, diamond /daːmənd/, survivor /səva:və/, ale life /laɪf/, bite /baɪt/, Mike /maɪk/, write /ɹaɪt/.
- Skupina /ɔɪ/ se vyslovuje jako /ɔ:/, např. boil /bɔ:l/.
- Dochází k větší zvukové asimilaci, např. rib /ɹɪp/.
- Samohlásky a, e a i jsou obecně otevřenější. Slabiky en a in jsou často od sebe nerozlišitelné.
- Je zde tendence "šidit" výslovnost dentálních frikativ, tj. /θ/ a /ð/.
  - /ð/ se často vysloví jako /d/, což se může projevit i v pravopise (da, dat, dis).
  - /θ/ můžeme nahradit obrovskou škálou hlásek, nejčastěji se však vysloví tak, že umístíme jazyk mezi zuby, avšak nevyslovíme stejný zvuk jako u spisovné angličtiny (což je sykavka podobná s), ale klasické české /t/. V psaném textu se toto může zdůraznit zdvojeným "t", např. nothing → nuttin.
  - /θ/ můžeme na konci slova vyslovit i jako /t/ nebo /f/, /ð/ zase jako /d/ nebo /v/.
- Některé souhlásky na konci slova se nevyslovují: hand /hæn/, plant /plæn/, rest /ɹɛs/. Toto je nepatrný rozdíl, avšak může se stát i komplikovanějším:
  - Slovo test vyslovíme jako tess. Slovo tests se proto vysloví jako tesses, neboť v singuláru končí na sykavku.
  - Někdy může být výslovnost matoucí, např. ask = ass. Z toho důvodu dochází k prohození souhlásek tak, aby ta "nevyslovená" zůstala uprostřed slova, a tudíž se vyslovila, ask → ax.
  - Může se vypustit i více souhlásek najednou, např. slovo find bychom mohli vyslovit jako fan ve francouzštině, tedy /fãː/.
- Velké množství mluvčích má problémy s výslovností písemene "r", která je v AAVE víceméně individuální. Asi nejčastější z nich je specifický zvuk, který může znít podobně jako "w". Největší problémy činí vyslovit skupinu "thr" (např. three, through), kde se může vyslovit drnčivé české "r", nebo je možno "r" dokonce úplně vypustit.
- Koncovka -ing se vyslovuje jako /ɪn/.
- Podobně jako v britské angličtině se vypouští neznělé "r". Protože na tento jev však americká angličtina není zvyklá (v AmE se písmeno "r" musí vždy vyslovit), přepisuje se koncovka -er jako -a, např. betta, playa, gangsta apod. Dlouhé /ɜːɹ/ se však vyslovuje vždy, slovo girl se proto vyslovuje stejně jako v AmE.
- Písmeno "t" se v AmE za určitých okolností vysloví jako tzv. fast D (např. city /sɪɾi/), v AAVE však může přejít i do klasického D, tedy /sɪdi/.
- Písmeno "t" a písmena mu příbuzná mohou vyvolat ráz, tedy getting /gɛʔɪn/.
- Na rozhraní souhlásky a palatální aproximanty /j/ může dojít k vsunutí /ʃ/ i tam, kde je to spisovně nepřirozené, např. knock you /nɑkʃə/.
- Koncovka -or /ɔːɹ/ může být vyslovena jako /oʊ/, např. door /doʊ/, four /foʊ/.

## Gramatika
Afroamerická gramatika je obecně jednodušší a nelze v ní udělat obecná pravidla, přesto však platí několik zásad:
- Skladba slovesných časů:

| Čas                 | Skladba                       | Příklad                                                         | Poznámka |
| ------------------- | ----------------------------- | --------------------------------------------------------------- | --- |
| Přítomný            | Po + be + sloveso s -ing      | I be catching it.                                               | Sloveso be se může časovat, nečasovat nebo úplně vypustit. V koncovce -ing se většinou nepíše a nevylovuje koncové g. Používá se i obdoba přítomného času prostého, často se však neodlišuje 3. os. sg., např. he work, he don't stay apod. |
| 1. okamžitý budoucí | Po + be + a-infinitiv         | I'm a-catch it.                                                 | Symbolizuje něco, co se chystá stát za malou chvíli. Odpovídá vazbě be about to. Tvar I'm a-X se často přepisuje jako Imma X a pak se používá výhradně pro zájmeno I.                                                                       |
| 2. okamžitý budoucí | Po + be + a-gonna + infinitiv | I'm a-gonna catch it.                                           | Nepříliš používaný čas. |
| Neurčitý budoucí    | Po + be + gonna + infinitiv   | I('m) gonna catch it.                                           | Sloveso be se použít nemusí. Tvar gonna je častěji zkracován na gon. |
| Okamžitý minulý     | Po + do + infinitiv           | I do catch it.                                                  | Symbolizuje, že činnost již začala v minulosti. |
| Předpřítomný        | Po + been + sloveso s -ing    | I been catching it.                                             | Obdoba předpřítomného času průběhového. |
| Minulý              | různá                         | I caught it. I did catch it. I done catch it. I done caught it. | AAVE má velice bohatou škálu minulých časů. |
| Předminulý          | Po + been + příčestí          | I been caught it.                                               | Nejedná se o pravé plusquamperfektum. Čas spíše naznačuje, že se činnost odehrála před dlouhou dobou. |

- Sloveso to be se může použít mnohými způsoby:
  - Spisovné tvary – These players are good.
  - Plurál lze zanedbat – These players is good.
  - Sloveso lze nečasovat – These players be good.
  - Sloveso lze vynechat – These players good.
  - Sloveso lze používat jako klasické významové sloveso – Who do you be? He don't be a player.
- Příslovce where ve významu kde je následováno předložkou at – Where they at?
- Zájmeno these se může nahradit zájmenem them – Where them players at?
- Zápor lze univerzálně tvořit slovesem ain't – He ain't here. I ain't done it. I ain't gotta do it.
- Funguje dvojitý zápor – You ain't gotta do nothin. I ain't no killer. I ain't got no money.
- Záporka ain't se může v některých případech vysunout na začátek věty (obzvlášť jde-li o vazbu there is/are) – Ain't nothin good enough for me.
- Vazba there is/are se může nahradit vazbou it be. Záporem je it ain't. – It be seven players here. Ain't no players here.
- Při tvorbě otázky se nemusí prohazovat podmět s přísudkem – Why them players ain't here?

## Ukázka afroamerické gramatiky
2Pac & Snoop Dogg – 2 of Amerikaz Most Wanted
| Text                                  | Spisovná gramatika                     |
| ------------------------------------- | -------------------------------------- |
| Ain't nuttin but a gangsta party.     | There is nothing but a gangster party. |
| Ahh shit, you done fucked up now.     | Ahh shit, you've just fucked up.       |
| You done put two of America's most... | You've put two of America's most...    |

Wiz Khalifa – Work Hard Play Hard
| Text                                                            | Spisovná gramatika                                         |
| --------------------------------------------------------------- | ---------------------------------------------------------- |
| And niggas gon hate but that's no prob.                         | Niggas are going to hate but that's no problem.            |
| So hey, fuck em, don't need nuttin from em.                     | So hey, fuck them, I need nothing from them.               |
| Some niggas talkin but the shit they claimin don't mean nuttin. | Some niggas are talking but what they claim means nothing. |

## Koncovka -izzle
Koncovka -izzle (anglicky -izzle suffix) je prostředek gangsta slangu sloužící k ozvláštnění mluvy a ke zmatení bílých posluchačů používaný zejména rapperem Snoopem Doggy Doggem. Z gramatického hlediska se ve skutečnosti nejedná o koncovku, nýbrž o příponu. Přípona -izzle se přidá na konec slova, často na úkor některých hlásek, nebo dokonce slabik. Slovo s -izzle sufixem by nemělo mít více než dvě slabiky.
Příklady:
| -izzle     | Význam       |
| ---------- | ------------ |
| nizzle     | nigga        |
| bizzle     | bitch        |
| fizzle     | female, fuck |
| shizzle    | sure         |
| fo shizzle | for sure     |
| dizzle     | drink        |
| shiznit    | shit         |

## Slovní zásoba
AAVE má nespočetně slov, která nejsou bělošské populaci známa.
Příklady:
| AAVE          | Význam                                |
| ------------- | ------------------------------------- |
| crib          | byt, dům                              |
| slug          | kulka (do zbraně)                     |
| bail          | odejít (také opustit vězení na kauci) |
| dog/dogg/dawg | kámoš, parťák                         |
| pen           | vězení                                |
| shorty/shawty | mladý člověk, holka                   |
| dig           | chápat (Ya dig? = Kapišto?)           |